# Reserve (Wisconsin)
Reserve é uma Região censo-designada localizada no estado norte-americano de Wisconsin, no Condado de Sawyer.

## Demografia
Segundo o censo norte-americano de 2000, a sua população era de 436 habitantes.

## Geografia
De acordo com o United States Census Bureau tem uma área de 139,1 km², dos quais 137,3 km² cobertos por terra e 1,8 km² cobertos por água. Reserve localiza-se a aproximadamente 405 m acima do nível do mar.

## Localidades na vizinhança
O diagrama seguinte representa as localidades num raio de 16 km ao redor de Reserve.